# Алекс Окслейд-Чембърлейн
Алекс Окслейд-Чембърлейн (на английски: Alex Oxlade-Chamberlain) е английски футболист от ямайски произход.
Роден е в Портсмът, Англия на 15 август 1993 г. Към момента играе за „Бешикташ“, като крило и офанзивен полузащитник.

## Кариера
Подписва за „Арсенал“ през август 2011 г. Вкарва 2 пъти в първите 3 мача за клуба. След 6 години в отбора от Лондон Окслейд-Чембърлейн подписва с „Ливърпул“ на 31 август 2017 г.
Става най-младия английски футболист в историята, вкарал гол в Шампионската лига на УЕФА. Участва в турнира Евро 2012, където Англия достига 1/4 финал.